# Toma Hayate
Toma Hayate (sinh ngày 21 tháng 4 năm 2002) là một cầu thủ bóng đá người Nhật Bản.

## Sự nghiệp câu lạc bộ
Toma Hayate hiện đang chơi cho Gamba Osaka.